# Frederick Maxson
Frederick Maxson (* 1862; † 1934) war ein US-amerikanischer Organist und Komponist.
Der Schüler von Alexandre Guilmant wirkte in Philadelphia als Organist an der First Baptist Church und der Central Congregational Church. 1909 gab er das Konzert zur Einweihung der Grace Lutheran Church in Lancaster/Pennsylvania auf einer von Robert Hope-Jones umgebauten Orgel der Firma Hook and Hastings. Maxson veröffentlichte eine Reihe von Kompositionen für die Orgel.

## Werke
- Grand Chorus, 1897
- Romance in C major, 1912
- Festive March, 1913
- Finale in B-flat major, 1913
- Madrigal in G major, 1913
- A Springtime Fantasy, 1913
- Liberty Fantasie